# Hamburg-Rothenburgsort
 Rothenburgsort  is een stadsdeel (Stadtteil) in het district Mitte van de Duitse stad Hamburg. Het stadsdeel ligt tussen de Noorderelbe en de Bille.

## Geografie
Rothenburgsort is in feite de westelijke uitloper van de Billwerder, het "eiland van de Bille". Het paalt in het westen aan de stadsdelen Veddel, HafenCity, Hammerbrook en Wilhelmsburg, in het noorden aan Hamm, in het oosten aan Billbrook en in het zuiden aan Spadenland en Tatenberg.
Rotheburgsort bestaat uit 5 specifieke delen. Van noord naar zuid zijn dat:
- Het "Billerhurder Insel", 38 ha groot met vooral volkstuintjes
- De "Billwerder Ausschlag" een industriegebied
- Spoorweginrichtingen met ook de S-bahnstations: Rothenburgsort en Tiefstack
- Een woonwijk die het centrum van het stadsdeel vormt
- Een groene zone die loopt van het Elbpark Entenwerder over het Kaltehofe-eiland tot aan het waterzuiveringsstation van Moorfleet

## Geschiedenis
Het grootste deel van het huidige Rothenburgsort behoorde reeds in 1385 bij Hamburg en werd tegen 1494 bedijkt. In de 17e en 18e eeuw bezat de familie Rodenburg uitgestrekte landerijen, waar de oorsprong van de naam ligt.
In 1871 werden de toenmalige Billhorn en Billwerderr Ausschlag samengevoegd en als voorstad bevestigd, met ongeveer 7200 inwoners.
Sinds de opheffing van de stadstol in 1860 groeide de bevolking snel aan. In het westen werden vooral woningen voor havenarbeiders gebouwd. Het noorden en oosten ontwikkelde zich meer en meer tot industriegebied. Vervolgens werden Wohnterrassen gebouwd, bouwblokken met appartementen om een binnenpleintje, wat een ongezonde woonomgeving was. Vanaf de jaren-1920 kwamen dan de voor gans Hamburg typische baksteenwoonblokken.
Vanaf 1887 beschikte de wijk over een elektrische tramverbinding met Deichtor. Rond dezelfde tijd werd de nieuwe Elbebrug gebouwd.
In 1894 werd de Billwerder Ausschlag officieel een stadsdeel. Het had toen ongeveer 40.000 inwoners. Dit stadsdeel werd in 1938 gesplitst met de creatie van een afzonderlijk stadsdeel Rotheburgsort.
Het bombardement op Hamburg van juli 1943 richtte grote vernielingen aan.
Na de Tweede Wereldoorlog was het plan om van het gebied een binnenvaarthaven te maken en werd er een bouwverbod uitgevaardigd. Het verbod werd al in 1950 opgeheven, maar pas als de plannen voor de binnenvaarthaven definitief werden opgeborgen in 1955 werd met de wederopbouw begonnen.
In 1970 werden Rothenburgsort en de Billwerder Ausschlag weer één stadsdeel.

## Bezienswaardigheden

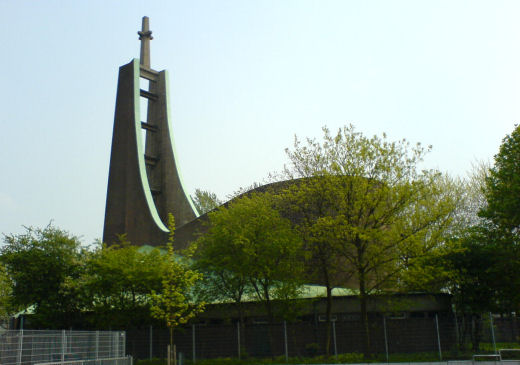
St. Erich

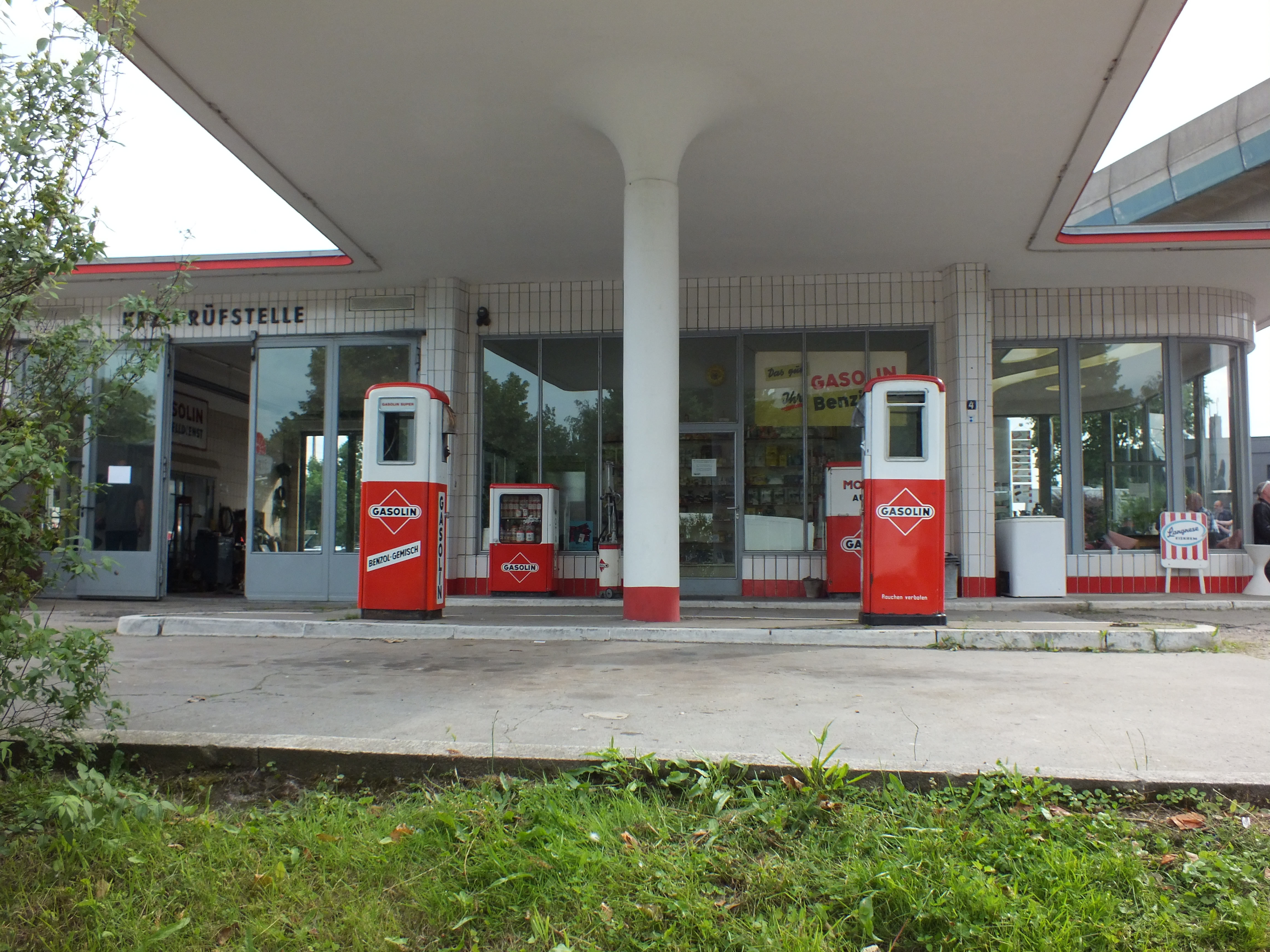
Oldtimertankstelle Brandshof

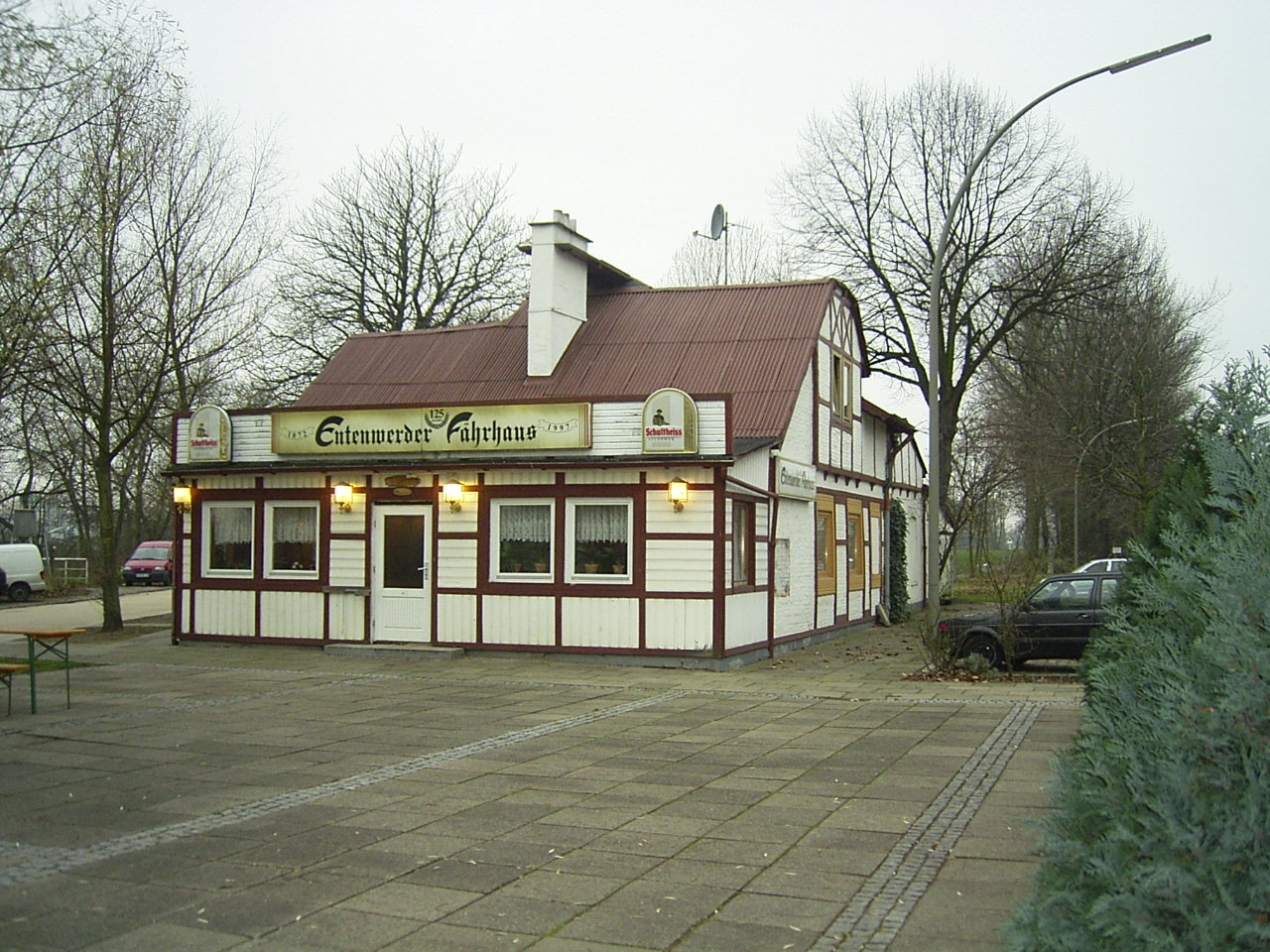
Entenwerder Fährhaus

- De 64 meter hoge watertoren werd in 1848 gebouwd en is nu een beschermd monument. Deze toren heeft evenwel geen watertank bovenaan. Er werd met een pompsysteem druk van bovenaf op de leidingen gebracht. Pas na de cholera-epidemie van 1892 werd het water ook gezuiverd. Dat was in het oorspronkelijke plan voorzien maar destijds te duur bevonden.
- St-Erichkerk uit 1961-1963 met opvallende toren
- Großtankstelle Brandshof, een der laatste tankstations dat zijn jaren-1950 uitzicht heeft behouden en geklasseerd als monument sinds 2010
- De Holzhafen is een beschermd natuurgebied
- Monument ter herdenking van de 60e verjaardag van het bombardement op Hamburg. Dit project van Volker Lang symboliseert een Terrassenhaus en bevat getuigenissen van overlevenden en literaire teksten.
- Elbpark Entenwerder op een schiereiland in de Elbe: met het Entenwerder Fährhaus, al sinds 1872 een bestemming voor zondagse uitstapjes.

## Verkeer

### Autoverkeer
Aan de westrand van Rothenburgsort komen de Bundesstraßen 4 en 75 samen en lopen via de Billhornerbrücke over het Oberhafenkanaal en de Neue Elbbrücke over de Noorderelbe richting Veddel.
Aan de zuidkant loopt Bundesautobahn 1 door het stadsdeel.
De belangrijkste plaatselijke straat is de oost-westas van de brug over het Tiefstackkanaal naar de Brandshofer Schleuse. In 1950 werd een klaverbladknooppunt op deze as gebouwd, wat toen als het modernste verkeerskunstwerk van Hamburg werd ingehuldigd.

### Spoorverkeer

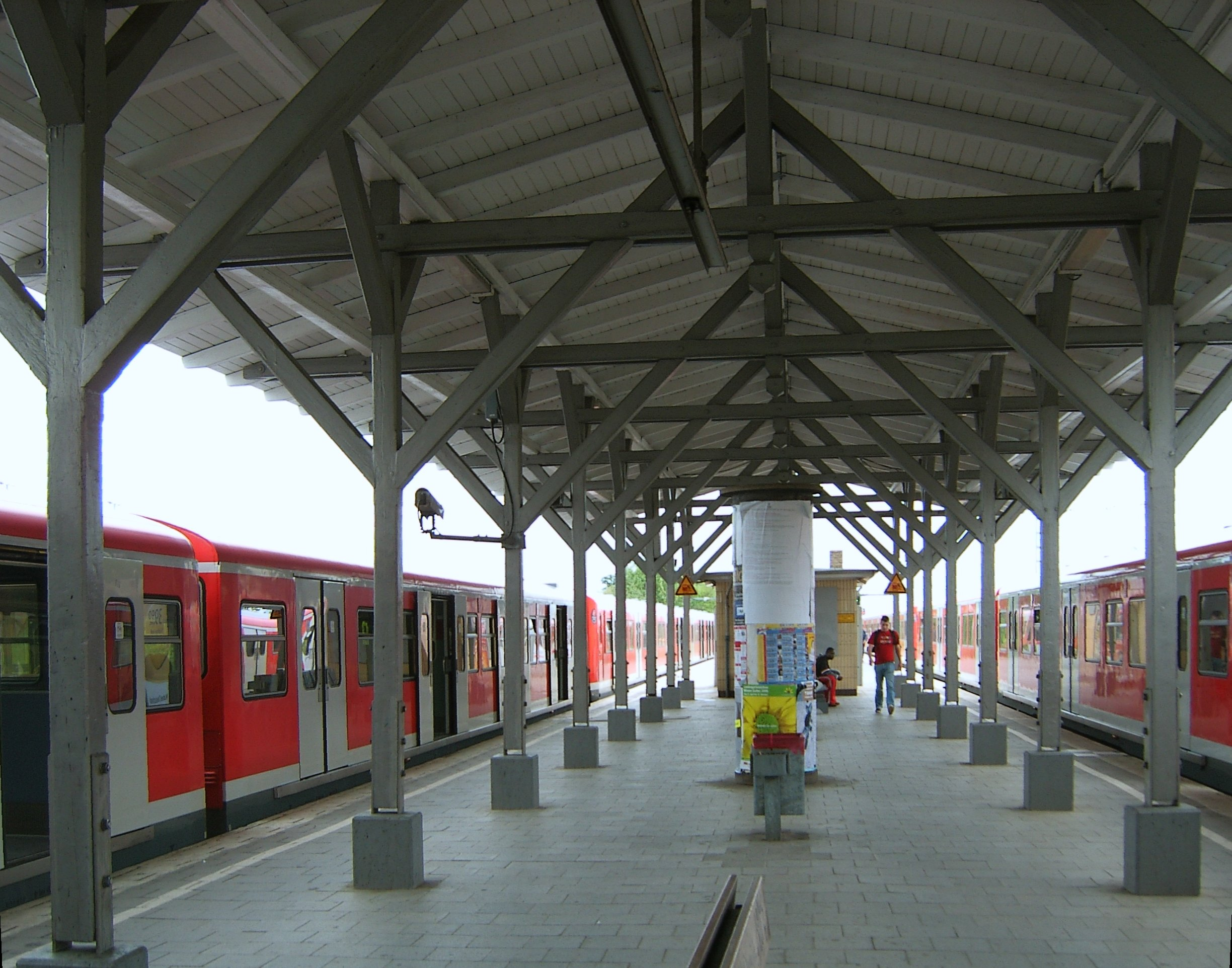
Perron station Rothenburgsort (2006)

De eerste spoorweg was de Hamburg-Bergedorfer Eisenbahn uit 1842, die al in 1846 verlengd werd naar Berlijn.

Er werd in Rothenburgsort een rangeerstation aangelegd en in 1870 ook een spoorwegwerkplaats die in 1972 werd opgedoekt. Het rangeerstation is sinds 1902 ook het eindpunt van het goederenringspoor.

Rond 1900 werd een spoorlijn aangelegd van de brug over het Tiefstackkanaal naar het station Berliner Tor. Sinds 1959 wordt dit traject door de S-Bahn van Hamburg geëxploiteerd als deel van de lijnen S2 en S21 met haltes Tiefstack en Rothenburgsort.
Billbrook · Billstedt · Borgfelde · Finkenwerder · HafenCity · Hamburg-Altstadt · Hamm-Nord · Hamm-Mitte · Hamm-Süd · Hammerbrook · Horn · Kleiner Grasbrook · Neustadt · Neuwerk · Rothenburgsort · Steinwerder · Sankt Georg · Sankt Pauli · Veddel · Waltershof · Wilhelmsburg